# 娛樂行

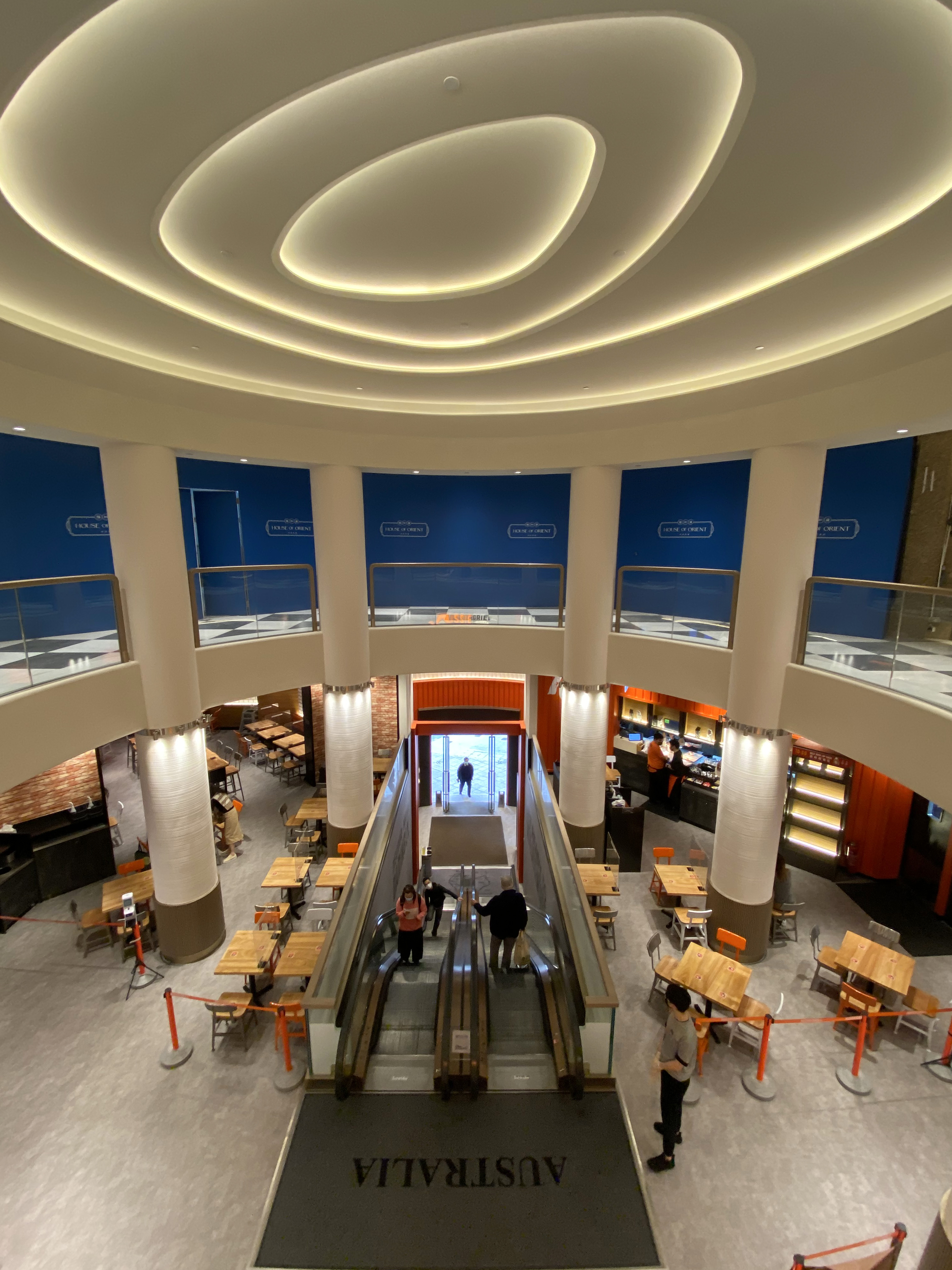
2020年翻新後的中庭

娛樂行（英語：Entertainment Building）是香港島中環一幢商業建築物，位於皇后大道中30號，前身是娛樂戲院，毗鄰怡安華人行、中建大廈、中匯大廈、蘭桂坊及港鐵中環站，發展商為華人置業。

## 歷史
娛樂行於1846年是第一代的香港會所的所在地。1897年香港會所遷往干諾道中後改為商用，曾用作青年會的會址及多間名店之經營場所。1928年整座建築物連同背後的「比照戲院」一併被拆卸，於1931年改建成為有冷氣開放的第一代「娛樂戲院」，大樓上有舞廳和「京華酒家」。1963年娛樂戲院拆卸重建，建成為第二代的新型「娛樂戲院」。於1990年代再被拆卸改建為沒有戲院的「娛樂行」。
娛樂行的地盤面積不大，只有5,800平方呎，前身由中華娛樂持有。1987年由華人置業以4億港元購入，重建成現在所見的新古典主義風格摩天大廈，樓高34層，包括26層寫字樓、6層商場及2層機房，總樓面約211,148平方呎。基層是時尚商店、西餐廳及中式酒樓，上層是寫字樓，於1993年落成入伙。娛樂行是巴馬丹拿集團建築師李華武（Remo Riva）設計，獲得1993年年度香港建築師學會之最優秀設計銀獎。
1996年11月希慎興業以36.4億元向華人置業購入此商廈作收租用，平均呎價17,330元，2005年9月10日希慎興業，以27億元將娛樂行的全部權益，出售予何鴻燊四太梁安琪持有的JOIN-IN INVESTMENTS LIMITED，平均呎價約12,787元。
港島區平均零售業樓宇租金自2009年後急升，坐落娛樂行地庫，佔地約8,500平方呎，由立法會批發及零售界議員方剛持有開業超過14年的的女性時裝Episode旗艦店，敵不過地產商加租，被逼於2011年2月結業。原址改為德國皮具品牌MCM，並以200萬預租舖位，其後兩度續租，月租加至約300萬元。到2020年決定不再續租，租金減至80萬，新租客為運動用品專門店迪卡儂（DECATHLON）。
2013年10月31日德國時裝品牌 Philipp Plein以港幣240萬月租租用皇后大道中娛樂行地下A-B舖，約1038呎，2014年4月8日開業。
位於中環中建大廈的HMV分店，於2011年遷往至娛樂行3樓及4樓，到2014年7月以新品牌HMVideal開設，佔地約12,500平方呎，裝修費達780萬港元，不過已於2016年4月16日結業。原址改為英皇電影在香港的首間戲院，英皇戲院 Emperor Cinemas，共設5個影廳，於2017年10月16日開業。
2020年中，大廈面向皇后大道中兩邊外牆的廣告牌更換成 LED 屏幕。同年7月，Outback Steakhouse以每月約30萬租用娛樂行地鋪1A及1樓全層，面積約3,000平方呎，開設「Aussie Grill by Outback」旗艦店，在2021年1月開業。

## 圖片

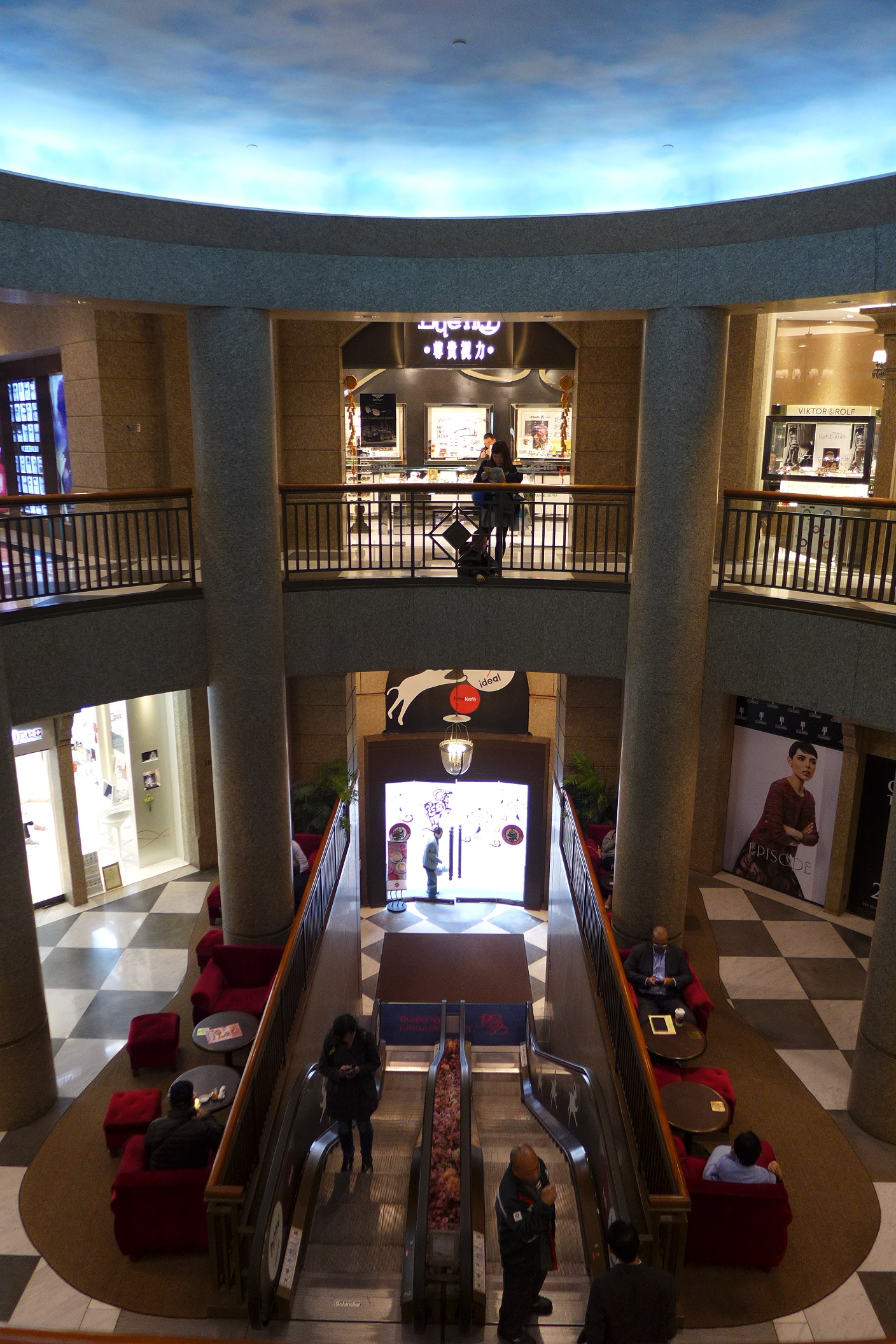
娛樂行基座為商場，圖中的空間在2021年1月翻新後改為「Aussie Grill by Outback」餐廳。
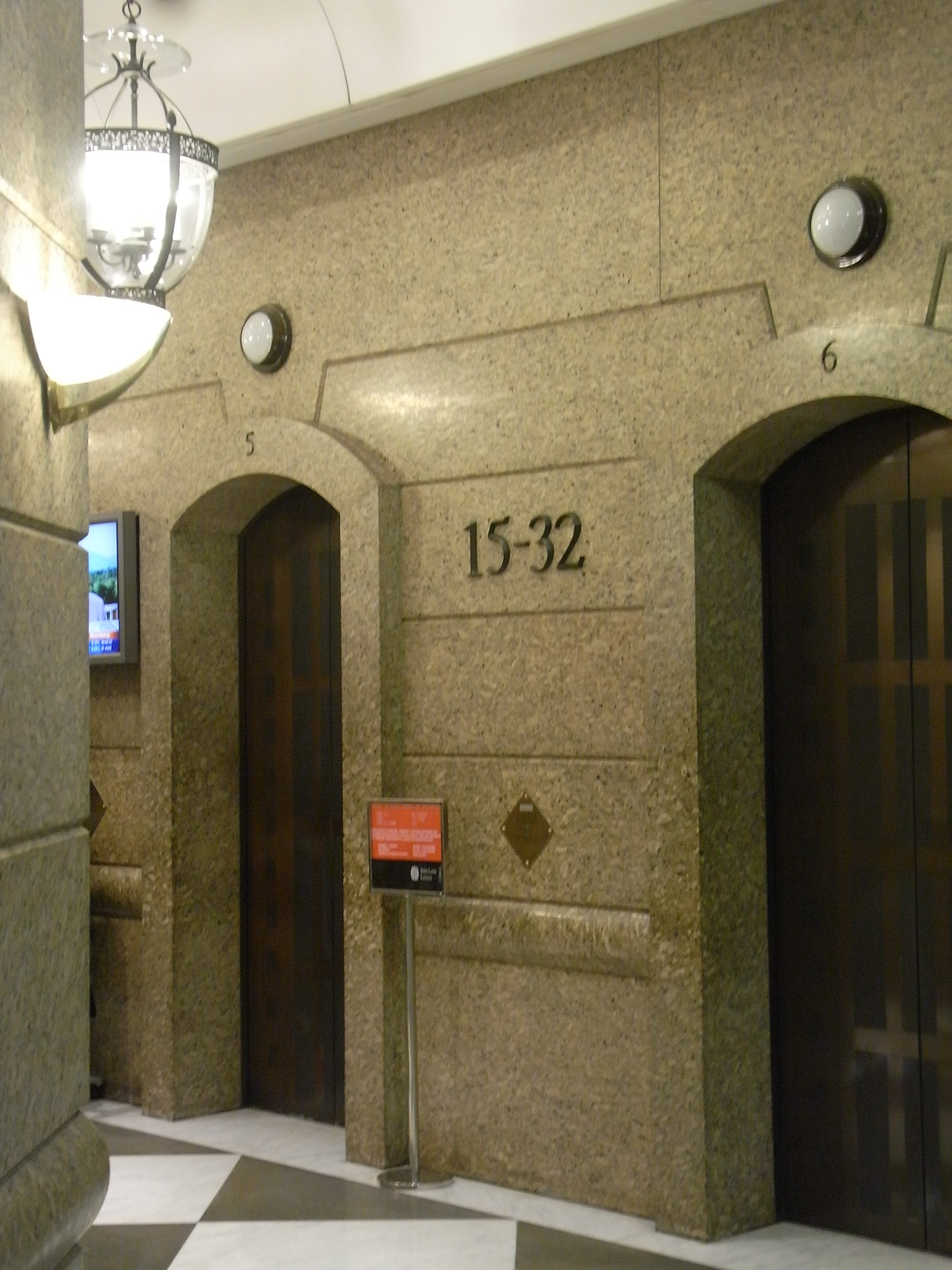
升降機大堂
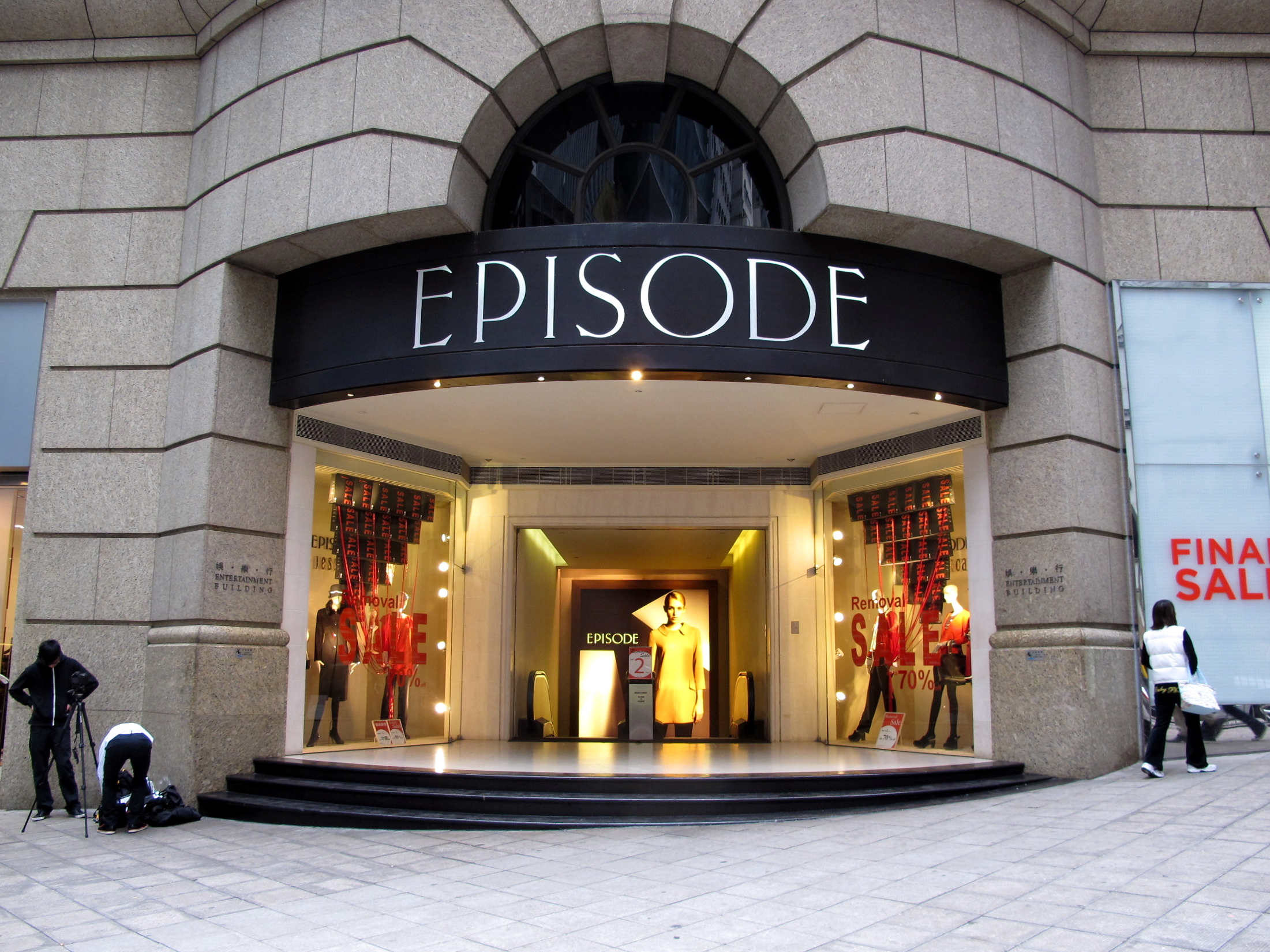
地庫商場Episode旗艦店敵不過地產商加租，最終被逼於2011年2月結業。原址改為德國皮具品牌MCM
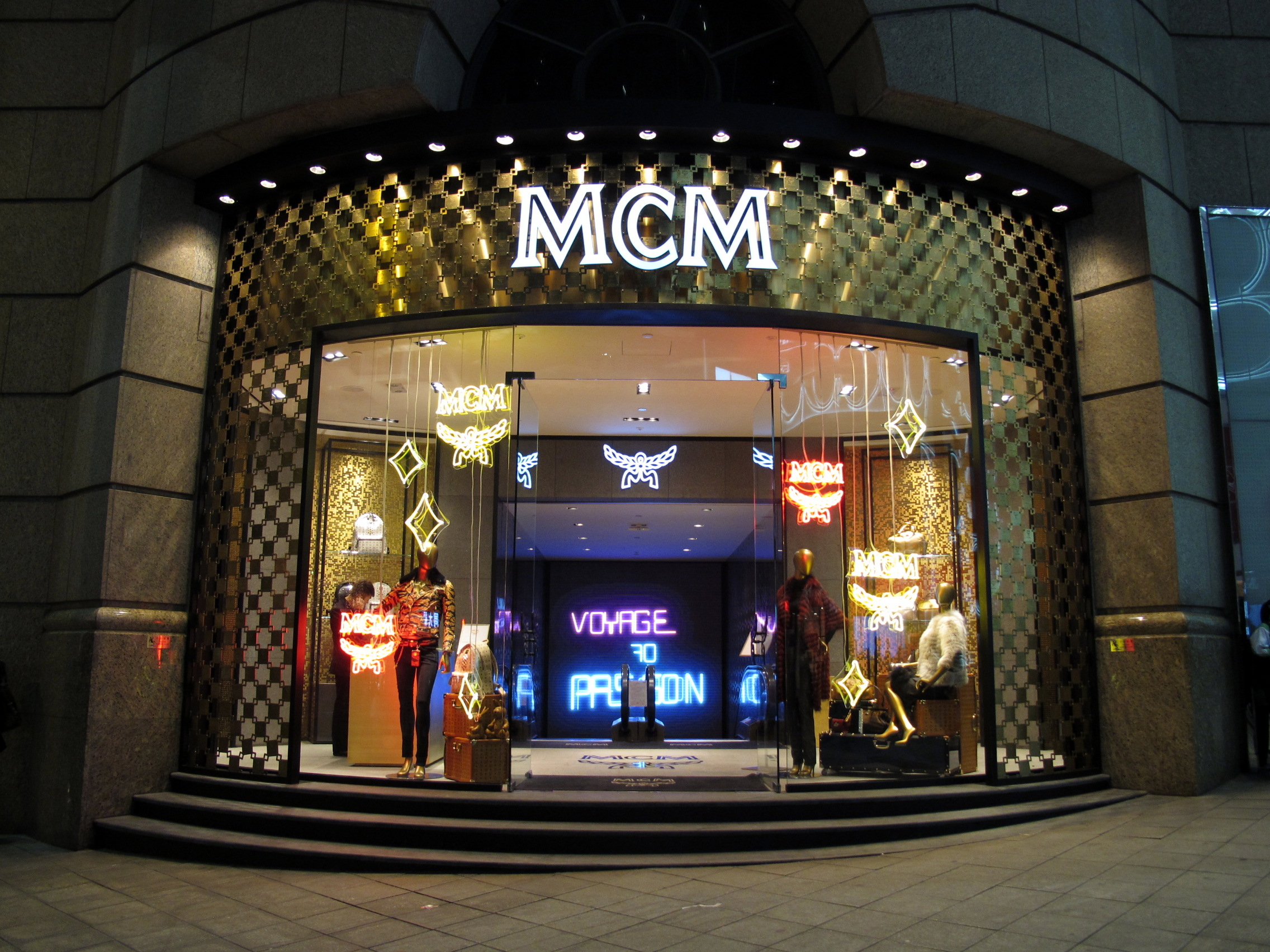
MCM旗艦店（2011-2020年）
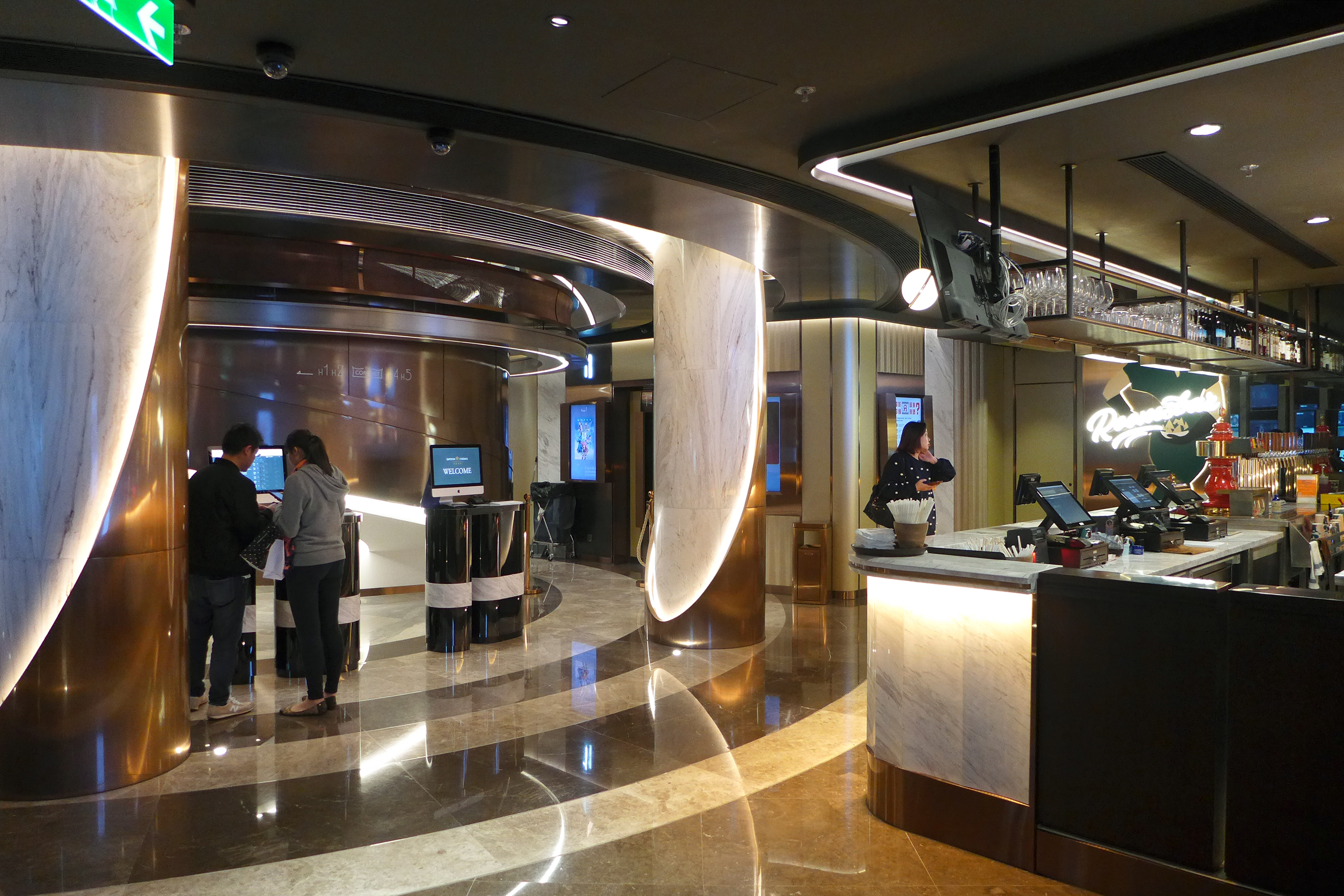
中環娛樂行3樓及4樓的英皇戲院
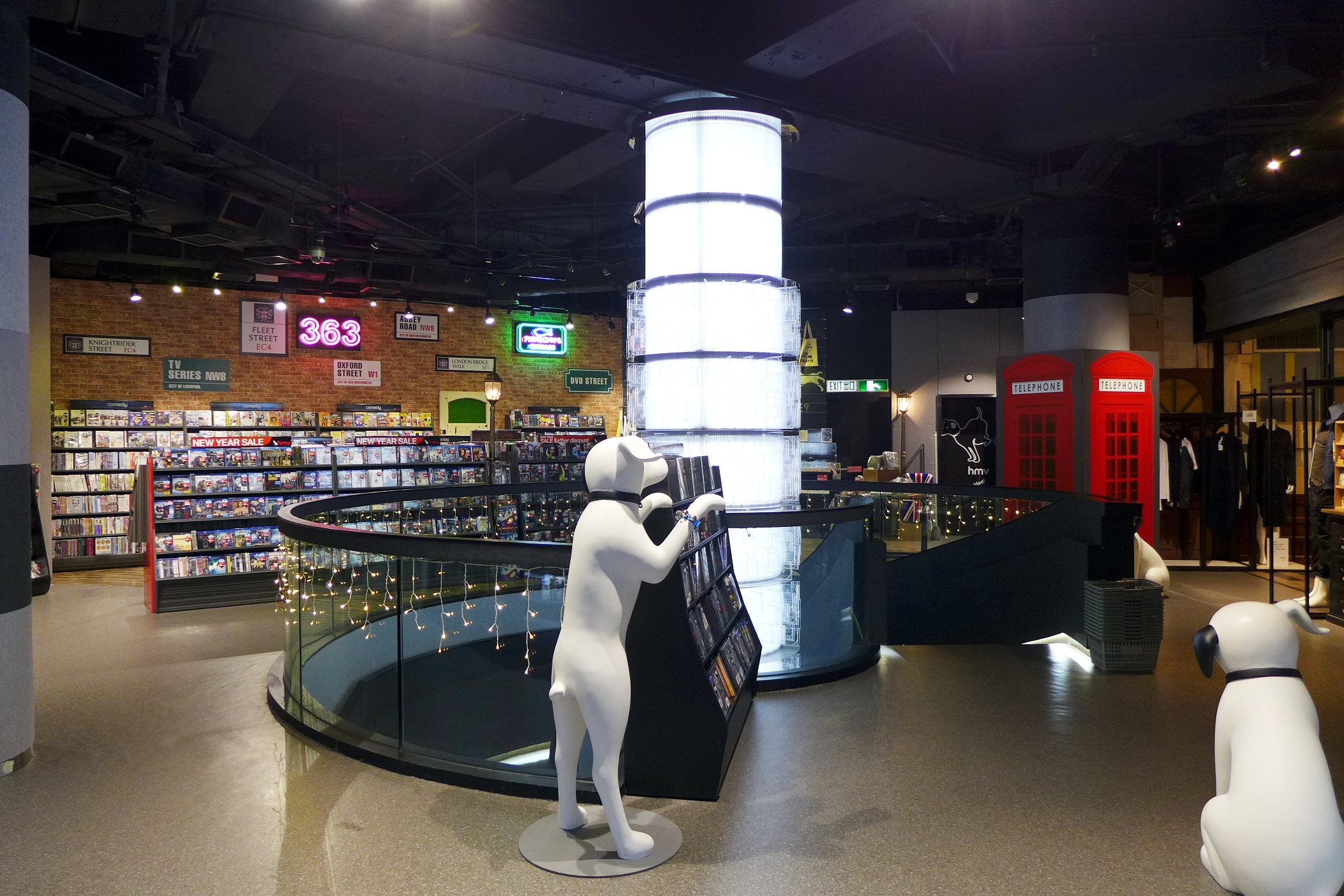
往時位於中環中建大廈的HMV分店，於2011年已遷往至娛樂行，到2014年以新品牌 HMVideal開設，佔地約12,500平方呎，不過已於2016年4月16日結業，其後在萬年大廈地庫重新開業。

## 外部連結
- 中環娛樂行建築設計的特色
- 中環娛樂行街道地圖 （页面存档备份，存于）
- 建築本事: 娛樂行 （页面存档备份，存于）